# Ladislas J. Meduna
 (mars 2019).
Si vous disposez d'ouvrages ou d'articles de référence ou si vous connaissez des sites web de qualité traitant du thème abordé ici, merci de compléter l'article en donnant les références utiles à sa vérifiabilité et en les liant à la section « Notes et références ».
Ladislas Joseph Meduna (né en 1896, mort en 1964) est un psychiatre hongrois, pionnier de la  convulsivothérapie au cardiazol.

## Biographie
Au terme de ses études de médecine, Meduna travailla au centre de recherches en neurologie de Budapest. Il pensait qu'il existait un antagonisme entre la schizophrénie et l’épilepsie. À partir de 1933, il essaya de traiter la schizophrénie en déclenchant artificiellement des accès de convulsions chez des patients schizophrènes : dans ses premières publications, il évoque 26 de ses patients dont 10 auraient été ainsi « guéris ». 
Pour déclencher ces accès de convulsions, Meduna eut d'abord recours au camphre, puis au pentotrazole. Au bout de quelques années, le traitement au cardiazol fut remplacé par l’électrothérapie.
L’antisémitisme croissant sous le régime autoritaire de Miklós Horthy le poussa en 1939 à émigrer aux États-Unis, où il ouvre une clinique à Chicago.